# Heynea velutina
Heynea velutina là một loài thực vật có hoa trong họ Meliaceae. Loài này được F.C. How & T.C. Chen mô tả khoa học đầu tiên năm 1955.